# Juan de Nates
Juan Gómez de Nates y Fernández de Alvear o Juan de Nates (Secadura, Junta de Voto, hacia 1545-Valladolid, hacia 1613) fue un maestro cantero y arquitecto español.

## Biografía
Aprendió el oficio junto a su padre en Valladolid, ciudad donde residió la mayor parte de su vida y donde se registran la mayor parte de sus obras. Es hijo del maestro Pedro Gómez de Nates y se casa con María de la Vega, hija de Juan de la Vega, también cantero y maestro del propio Juan de Nates. Discípulo de Juan de Herrera, fue junto con Juan Ribero de Rada el mayor difusor del clasicismo en la Meseta Norte.

## Obras
- 1572: Iglesia de San Antón de Valladolid. Juan de Nates trabaja junto a su suegro Juan de la Vega autor de las trazas.
- 1572: Trazas de una fuente en Villanueva de los Caballeros (Valladolid)
- 1572: Casa de la Compañía de la Colegiata de San Luis de Villagarcía de Campos (Valladolid). Juan de la Vega modifica las trazas de Rodrigo Gil de Hontañón.
- 1574: Intervención en la cimentación de la Iglesia de Santa María de Villabrágima (Valladolid)
- 1575: En el Monasterio de la Santa Espina, trazas de Juan de Nates y Juan Ribero de Rada mientras que Juan de la Vega actúa como fiador. Nates no termina la obra y le encarga su finalización a Juan de Naveda.
- 1575: Puente de Mojados (Valladolid), Como aparejador contrata a Felipe de la Cajiga.
- 1575: Colabora en El Escorial junto a Diego de Sisniega y Francisco del Río. Esta obra le influyó profundamente ya que el aporte que de ella se nota en sus obras posteriores es notable.
- 1579:. Trazas del Monasterio de las Huelgas Reales de Valladolid con Juan Ribero de Rada y Mateo de Elorriaga. Como aparejador, Juan de Nates contrata a Sebastián de la Vega.
- 1580: Atribución de las trazas de la obra de San Pedro Mártir (Santo Domingo) en Medina de Rioseco (Valladolid). Sin embargo consta la firma de su suegro Juan de la Vega, como autor de la obra.
- 1580: Trazas y contratatación de le reedificación de la iglesia de Santa María de los Caballeros en Fuentelapeña (Zamora)
- 1582: Obras en la iglesia de San Pedro de Amusco (Palencia)
- 1582: Traspaso la obra del Monasterio de San Claudio de León a Felipe de la Cajiga. Trazas de Juan Ribero de Rada.
- 1582: El puente entre Galapagar y Torrelodones (Comunidad de Madrid) es rematado por Juan de Nates y su hermano Pedro.
- 1582 (aproximadamente): le encontramos trabajando en San Pablo y Las Angustias (Valladolid)
- 1583 (aproximadamente): efectúa las trazas del exterior de la iglesia de Santa María la Real de Valladolid mientras que el interior lo trazó con Juan Ribero de Rada y Mateo Elorriaga.
- 1585: Trazas para dos puertas en la iglesia de San Nicolás de Valladolid.
- 1586: Trazas junto con Alonso de Tolosa y Jerónimo Hermosa de la ampliación de la iglesia de Nuestra Señora de la Asunción de Cabezón de Pisuerga (Valladolid)
- 1588: Se solicita su colaboración para la continuación de la catedral de Salamanca tras la muerte de Rodrigo Gil de Hontañón.
- 1588: En Husillos, Juan de Nates traspasa las obras del Puente cuyas trazas habían sido hechas con anterioridad por Juan de la Cuesta.
- 1589: Tras la muerte de su hermano Pedro, Juan de Nates se encarga de terminar las obras que éste tenía en Madrid (Puente de Brunete)
- 1590: Actúa como veedor de la iglesia parroquial de Pinto.
- 1590: Puente de Herrera de Pisuerga (Palencia). Colaboración en su construcción.
- 1590: Se registran las bajas en la obra del puente entre Quintanilla de Onésimo y Olivares de Duero, el cual ya habían terminado Juan de Nates y Felipe de la Cajiga. de Andrés de Buega y Juan Ribero de Rada.
- 1592: Trazas el sobreclaustro del Monasterio de Fitero (Navarra) con Juan González de Sisniega.
- 1592: Hacia este año, trazas de los soportales del primer patio del Convento de San Francisco de Valladolid con Felipe de la Cajiga y Fray Francisco Rodríguez.
- 1596: Intervención en la construcción del convento de Sancti Spiritus de Valladolid
- 1597-1604: Trazas de la iglesia de Nuestra Señora de las Angustias de Valladolid.
- 1598: Modificación de las trazas de Juan de Tolosa para el Hospital de Simón Ruiz en Medina del Campo (Valladolid)
- 1600: Trabajos en el Colegio de Monforte de Lemos (Lugo)
- 1600: Se hace cargo de continuar las obras dejadas por Juan Ribero de Rada a su muerte en la iglesia de San Agustín en Madrigal de las Altas Torres (Ávila)
- 1601: Intervención en la construcción de la iglesia parroquial de Tudela de Duero (Valladolid)
- 1602: Trazas de la sacristía de Santa María de la Antigua de Valladolid.
- 1603: Trazas de la reconstrucción del patio del Colegio de la Santa Cruz de Valladolid.
- 1603: Trazas de la reja de la capilla del Monasterio de San Cosme y San Damián de Valladolid.
- 1604: Construcción de la capilla mayor del convento franciscano Santa María de Misericordia de Paredes de Nava (Palencia)
- 1610: Construcción de la torre de la iglesia de Santa María y trabajos en la iglesia de San Ginés de Medina de Rioseco (Valladolid)
- 1610: Cobra por la obra realizada en el puente sobre el río Carrión en Saldaña (Palencia)
- 1613: Realiza la escalera principal del Colegio de la Orden de Santiago de Salamanca junto a Fray Alberto de la Madre de Dios. Esta está documentada como su última obra.

## Se le atribuyen
- Trazas de la Compañía de Jesús (Anunciación) de Santander.
- Trazas de la iglesia de San Miguel de Valladolid junto a Juan Ribero de Rada.
- Trazas del puente de Villalba de Adaja (Valladolid).
- Trazas de la iglesia de la Santa Cruz de Medina de Rioseco (Valladolid) junto a Felipe de la Cajiga.

## Otras obras
- Finales del siglo XVI: Ermita de estilo herreriano del Humilladero de la Quinta Angustia de Tudela de Duero (Valladolid).
- Entre 1586 y 1638: Iglesia parroquial de Pesquera de Duero (Valladolid), de estilo Herreriano.
- Reconstrucción de las naves de la iglesia del monasterio cisterciense de Santa María de Palazuelos, cerca de Cabezón de Pisuerga (Valladolid).
- Realizó algunas obras en la zona de Zamora (Zamora, Monasterio de Santa María y puente de Castrogonzalo)